# 克雷斯特萊恩 (加利福尼亞州)
克雷斯特莱恩（英語：Crestline）是位於美國加利福尼亞州聖貝納迪諾縣的一個人口普查指定地區。

## 地理
克雷斯特莱恩的座標為34°14′31″N 114°17′08″W / 34.24194°N 114.28556°W，而該地最高點為海拔高度1406米（即4613英尺）。

## 人口
根據2010年美國人口普查的數據，克雷斯特莱恩的面積為36.207平方千米，當中陸地面積為35.844平方千米，而水域面積為0.363平方千米。當地共有人口10770人，而人口密度為每平方千米297人。